# Cranes
Cranes — британський гурт, заснований в 1989 році, чий стиль був описаний як «готичний мінімалізм».

## Учасники гурту
Поточні учасники
- Елісон Шоу — вокал, бас-гітара, акустична гітара (1989–1997, 2000-дотепер)
- Джим Шоу — гітара, бас-гітара, клавішні, ударні (1989–1997, 2000-дотепер)
- Пол Сміт — гітара, клавішні (1995–1997, 2000-дотепер)
- Бен Бекстер — бас-гітара (2000-дотепер)
- Джон Келлендер — ударні (2000-дотепер)

Колишні учасники
- Марк Френком — гітара, бас-гітара, клавішні (1989–1997)
- Метт Коуп — гітара (1989–1997)
- Ману Росс — ударні (1996–1997)

## Дискографія

### Альбоми
- Fuse
- Self-Non-Self (1989)
- Wings of Joy (1991)
- Forever (1993)
- Loved (1994)
- La tragédie d'Oreste et Électre (1996)
- Population 4 (1997)
- EP Collection, Vol. 1 & 2 (1997)
- Future Songs (2001)
- Live in Italy (2003)
- Particles & Waves (2004)
- Live at Paradiso 1991 (2007)
- Cranes (2008)

### Сингли і міні-альбоми
- Inescapable (1990)
- Espero (1990)
- Adoration (1991)
- Tomorrow's Tears (1991)
- Adrift (1993)
- Jewel (1993)
- Forever Remixes (1993)
- Shining Road (1994)
- Can't Get Free (1997)
- Submarine (2002)
- The Moon City/It's a Beautiful World (7", 2002)